# Synagoge (Białogard)
Koordinaten: 54° 0′ 21,7″ N, 15° 59′ 27,7″ O

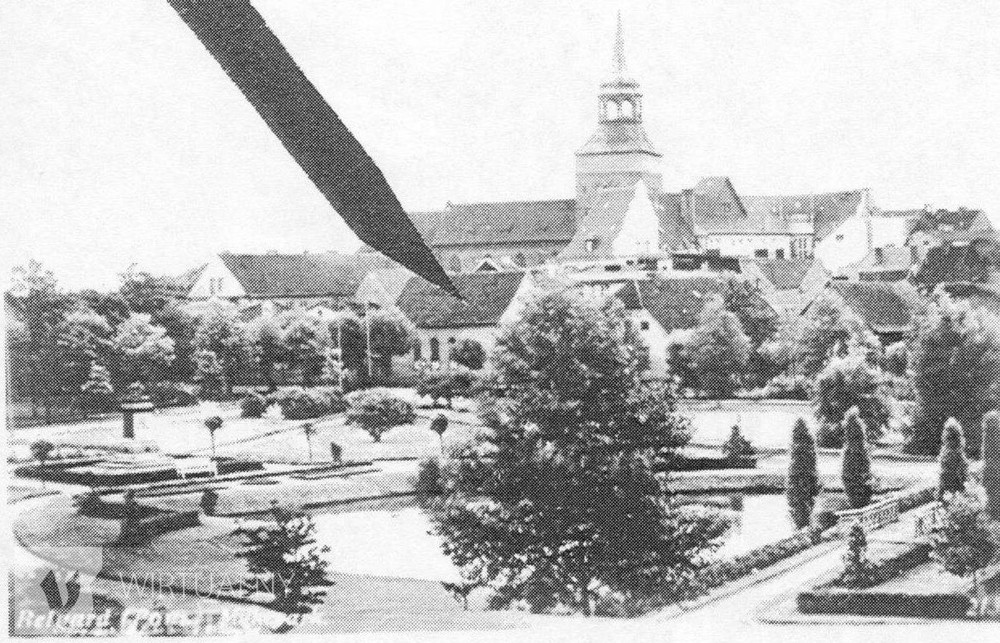
Ansicht von Białogard mit Synagoge

Die Synagoge in Białogard (deutsch Belgard an der Persante), einer Kreisstadt in der polnischen Woiwodschaft Westpommern, wurde 1826 errichtet. Die Synagoge befand sich in der Jägerstraße 6, heute ul. Kopernika. 

## Geschichte und Beschreibung
Das Gebäude bestand aus der Synagoge und einer anliegenden Wohnung für den Religionslehrer. In der Synagoge befand sich der Schulsaal. Von außen war die Synagoge schmucklos, lediglich an der Seite des Parks befanden sich drei Rundbogenfenster, die den sakralen Charakter des Gebäudes erkennen ließen. Der Gebetssaal war circa 15 mal 8 Meter groß. Für die Frauen gab es eine Empore. Für den Bau einer Promenade entlang der Leitznitz wurde der jüdischen Gemeinde ein Teil des Grundstücks weggenommen. Im Jahr 1926 weihte man in der Synagoge eine Gedenktafel zur Erinnerung an die gefallenen jüdischen Soldaten der Gemeinde während des Ersten Weltkriegs ein. 
Das Synagogengebäude überstand die Novemberpogrome 1938 und wurde noch im selben Jahr verkauft, da die meisten Mitglieder der jüdischen Gemeinde die Stadt verließen. Das Gebäude diente einer SA-Abteilung als Unterkunft. Nach dem Krieg wurde das Synagogengebäude als Wohnhaus genutzt und Ende der 1980er Jahre wegen Baufälligkeit abgerissen.